# Mytnica (obwód wołogodzki)
Mytnica (ros. Мытница) – wieś w Rosji, w rejonie mieżdurieczeńskim obwodu wołogodzkiego. W 2021 r. była niezamieszkana.